# إبراهيم يارو
إبراهيم يارو (بالإنجليزية: Ibrahim Yaro)‏ هو لاعب كرة قدم غاني في مركز الدفاع، ولد في 21 يونيو 1996 في غانا. لعب مع نادي كولورادو سبرينغس.

## وصلات خارجية
- إبراهيم يارو على موقع قاعدة بيانات كرة القدم.إي يو (الإنجليزية)
- إبراهيم يارو على موقع Soccerway.com (الإنجليزية)